# Luke Pritchard
Luke Pritchard (ur. 2 marca 1985 w Londynie) – wokalista i muzyk brytyjskiego indierockowego zespołu The Kooks.
Pritchard urodził się w Londynie. Jego ojciec, muzyk Bob Pritchard, zmarł kiedy Luke miał 3 lata. Uczęszczał do Bedales School, Brit School of Performing Arts and Technology, i Brighton Institute of Modern Music, gdzie wraz z Maxem Raffertym, Hugh Harrisem i Paulem Garredem w 2003 r. założył kapelę The Kooks. Spotkał tam również swoją przyszłą dziewczynę Katie Meluę, o której napisał większość piosenek z pierwszego albumu The Kooks. Spotykał się też z Mischą Barton.
Pritchard zaczynał swoją muzyczna karierę w zespole Covernote, razem ze swoimi bliskimi znajomymi Thomasem Lightfootem, Brianem Sladem, Jamesem Dampierem i Edem Bartlettem, grając wiele coverów oraz koncertując w miejscowych lokalach w Camden w Londynie.
Na ogół Pritchard gra na akustycznej gitarze Gibson oraz James Trussart Deluxe Steelcaster. Gra również na gitarze akustycznej Maton BG808L.